# Соколов, Александр Петрович (историк)
Алекса́ндр Петро́вич Соколо́в (1816—1858) — офицер и историограф Российского императорского флота. Известен своим крупным трудом «Летопись крушений и пожаров судов русского флота, по 1854 г.», также статьями в «Морском сборнике» и «Записках Гидрографического Департамента». Капитан 2-го ранга (1856).

## Биография
19 (31) мая 1829 года поступил в Морской кадетский корпус, 15 (27) января 1831 года был произведён в гардемарины.
В кампании с 1832 и 1833 годов выходил в крейсерские плавания в Балтийское море и Финский залив на фрегатах «Помона», «Юнона», «Ольга» и линейном корабле «Великий князь Михаил». 10 (22) января 1834 года был произведён в мичманы. В кампанию следующего 1835 года принимал участие в гидрографических работах в Финском заливе на бриге «Приам».
В 1836 году был переведён в Каспийскую флотилию, в свою первую кампанию на Каспийском море и кампанию следующего 1837 года на бриге «Баку» под командованием лейтенанта П. М. Никонова участвовал в крейсерском плавании у берегов Персии. В кампанию 1838 года командовал ялом на Сальянском рейде, после чего с 12 (24) августа 1838 года до 17 (29) ноября 1839 года там же командовал брандвахтенным тендером «Черепаха». 6 (18) декабря 1839 года был произведён в лейтенанты. В кампании 1840 и 1841 годов командовал ботом № 4, на котором находился в Эмбенских водах для защиты рыбных промыслов, в том числе в 1840 году принимал участие в бою с киргиз-кайсаками в Тюр-Караганском заливе. В кампанию 1842 года командовал военным транспортом «Днепр», на котором выходил в плавания к персидским берегам.
В 1843 году был переведён в Балтийский флот, где с 1844 по 1849 год служил при гидрографическом департаменте морского министерства, в том числе в кампанию 1844 года на борту брига Усердие принимал участие в описи и промерах в Финском заливе. 6 (18) декабря 1849 года был произведён в капитан-лейтенанты, а 2 (14) января 1850 года назначен начальником отделения гидрографического департамента.
В 1853 году был откомандирован в Николаев для сбора материалов по истории русского флота, в том же году был награждён орденом Святой Анны III степени.
В 1855 году освобождён от занимаемой должности начальника отделения гидрографического департамента и направлен для обзора портов Балтийского моря и продолжения работ по сбору материалов по истории русского флота. 26 августа (7 сентября) 1856 года был произведён в капитаны 2-го ранга.
3 (15) августа 1858 года Александр Петрович Соколов скончался.
В честь капитана второго ранга А. П. Соколова названы гора (гора Соколова на острове Сахалин) и остров (остров Соколова, Тихий океан, побережье Северной Америки, архипелаг Александра, пролив Самнер, 56°30′ с. ш., 132°35′ з. д.).